# Alvito
Alvito és un municipi portuguès, situat al districte de Beja, a la regió d'Alentejo i a la subregió de l'Baixo Alentejo. L'any 2006 tenia 2.723 habitants. Limita al nord amb Viana do Alentejo, a l'est amb Cuba, al sud i oest amb Ferreira do Alentejo i a l'oest amb Alcácer do Sal.

## Població
| Població del concelho d'Alvito (1801 – 2004) | Població del concelho d'Alvito (1801 – 2004) | Població del concelho d'Alvito (1801 – 2004) | Població del concelho d'Alvito (1801 – 2004) | Població del concelho d'Alvito (1801 – 2004) | Població del concelho d'Alvito (1801 – 2004) | Població del concelho d'Alvito (1801 – 2004) | Població del concelho d'Alvito (1801 – 2004) | Població del concelho d'Alvito (1801 – 2004) |
| -------------------------------------------- | -------------------------------------------- | -------------------------------------------- | -------------------------------------------- | -------------------------------------------- | -------------------------------------------- | -------------------------------------------- | -------------------------------------------- | -------------------------------------------- |
| 1801                                         | 1849                                         | 1900                                         | 1930                                         | 1960                                         | 1981                                         | 1991                                         | 2001                                         | 2004                                         |
| 1079                                         | 4569                                         | 3065                                         | 4556                                         | 4850                                         | 2968                                         | 2650                                         | 2688                                         | 2708                                         |

## Freguesies
- Alvito
- Vila Nova da Baronia